# Aberdeen (Idaho)
Aberdeen és una població dels Estats Units a l'estat d'Idaho. Segons el cens del 2000 tenia 1.840 habitants.

## Demografia
Segons el cens del 2000, Aberdeen tenia 1.840 habitants, 603 habitatges, i 435 famílies. La densitat de població era de 696,5 habitants per km².
Dels 603 habitatges en un 41% hi vivien nens de menys de 18 anys, en un 60,7% hi vivien parelles casades, en un 7,5% dones solteres, i en un 27,7% no eren unitats familiars. En el 26,7% dels habitatges hi vivien persones soles el 14,6% de les quals corresponia a persones de 65 anys o més que vivien soles. El nombre mitjà de persones vivint en cada habitatge era de 3,05 i el nombre mitjà de persones que vivien en cada família era de 3,75.
Per edats la població es repartia de la següent manera: un 38,3% tenia menys de 18 anys, un 7,2% entre 18 i 24, un 25,4% entre 25 i 44, un 17,1% de 45 a 60 i un 12% 65 anys o més.
L'edat mediana era de 29 anys. Per cada 100 dones de 18 o més anys hi havia 96,2 homes.
La renda mediana per habitatge era de 28.625 $ i la renda mediana per família de 31.393 $. Els homes tenien una renda mediana de 27.537 $ mentre que les dones 19.531 $. La renda per capita de la població era de 10.907 $. Aproximadament el 14,9% de les famílies i el 20,5% de la població estaven per davall del llindar de pobresa.

## Poblacions més properes
El següent diagrama mostra les poblacions més properes.